# Michael Mmoh
Michael Mmoh (født 10. januar 1998 i Riyadh, Saudi-Arabien) er en professionel tennisspiller fra USA.